# Tlacoachistlahuaca
Tlacoachistlahuaca là một đô thị thuộc bang Guerrero, México. Năm 2005, dân số của đô thị này là 18055 người.